# Бастани
Бастани (перс. بستنی‎), в местном масштабе известный как бастани соннати (перс. بستنی سنتی‎ «традиционное мороженое») или бастани соннати заферани (перс. بستنی سنتی زعفرانی‎ «традиционное шафрановое мороженое») — иранское мороженое, приготовленное из молока, яиц, сахара, розовой воды, шафрана, ванили и фисташек. Оно широко известно как персидское мороженое. Бастани часто содержит хлопья замороженных взбитых сливок (англ.). Иногда салеп включается в качестве ингредиента.
Аб хавидж бастани (перс. آب هویج بستنی‎) представляет собой напиток из мороженого (англ.) с добавлением морковного сока и иногда может быть украшено корицей, мускатным орехом или другими специями.

## История

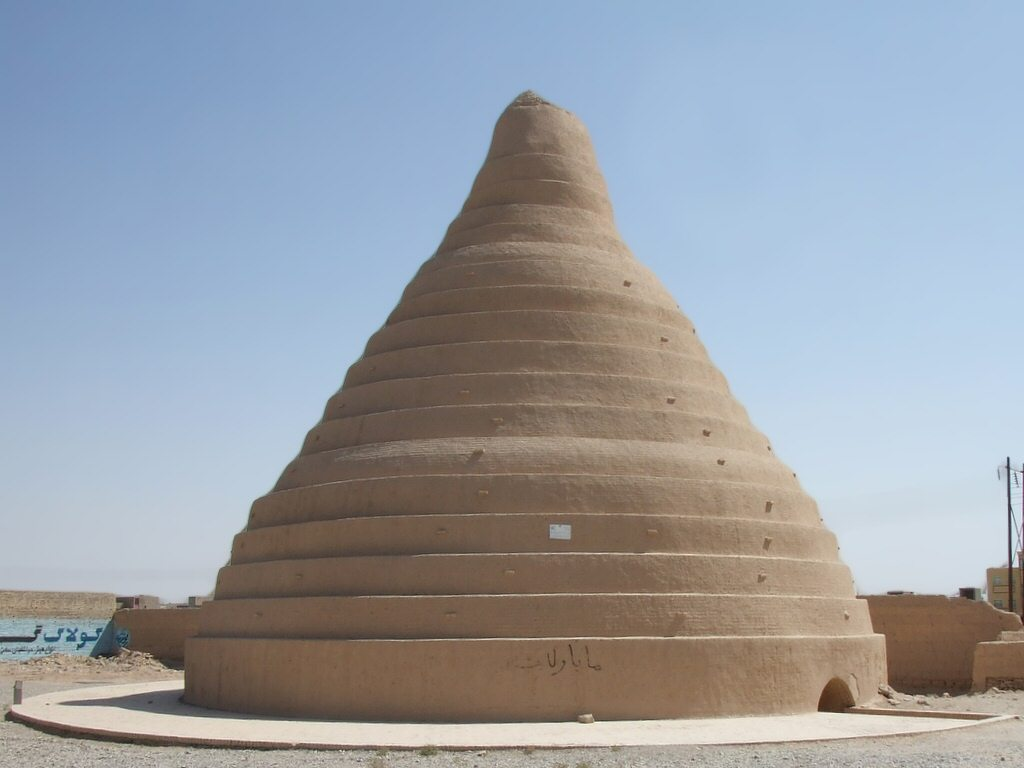
Яхчал — ледник древнего типа, в Йезде, Иран

История бастани, вероятно, началась около 500 г. до н. э. в империи Ахеменидов в Персии. Снег поливали различными сиропами, чтобы приготовить летнее угощение, называемое «фруктовый лёд» (шербет). Обычно лёд смешивали с шафраном, виноградным соком, фруктами и другими ароматизаторами. Александр Македонский, десять лет сражавшийся с персами, наслаждался «фруктовым мороженым», подслащенным мёдом и охлаждённым снегом. 
В 400 г. до н. э. персы также изобрели шербет из розовой воды и вермишели под названием фалуде (перс. پالوده‎). Персы познакомили арабов с мороженым и фалуде после арабского вторжения в Иран и падения персидской Сасанидской империи.